# Hydranthelium
Hydranthelium é um género botânico pertencente à família Scrophulariaceae.
1. ↑  «Hydranthelium — World Flora Online». www.worldfloraonline.org. Consultado em 19 de agosto de 2020